# Jeonha-dong
Jeonha-dong (koreanska: 전하동) är en stadsdel i staden Ulsan i den sydöstra delen av Sydkorea, 300 km sydost om huvudstaden Seoul. Den ligger i stadsdistriktet Dong-gu. En del av världens största skeppsvarv, tillhörande Hyundai Heavy Industries, ligger i Jeonha-dong.

## Indelning
Administrativt är Jeonha-dong indelat i:
| Namn    | Namn              | Yta i km² | Invånare 31 dec 2018 |
| ------- | ----------------- | --------- | -------------------- |
| 전하1동 | Jeonha 1(il)-dong | 5,13      | 15 357               |
| 전하2동 | Jeonha 2(i)-dong  | 1,00      | 22 151               |